# Praça dos Heróis (Budapeste)
A Praça dos Heróis (em húngaro:  Hősök tere) é uma das praças mais importantes de Budapeste, capital da Hungria. Fica situada num extremo da avenida Andrássy (com a qual faz parte do conjunto declarado Património da Humanidade designado Budapeste, com as Margens do Danúbio, o Bairro do Castelo de Buda e a Avenida Andrássy), perto do parque da cidade.

## A praça

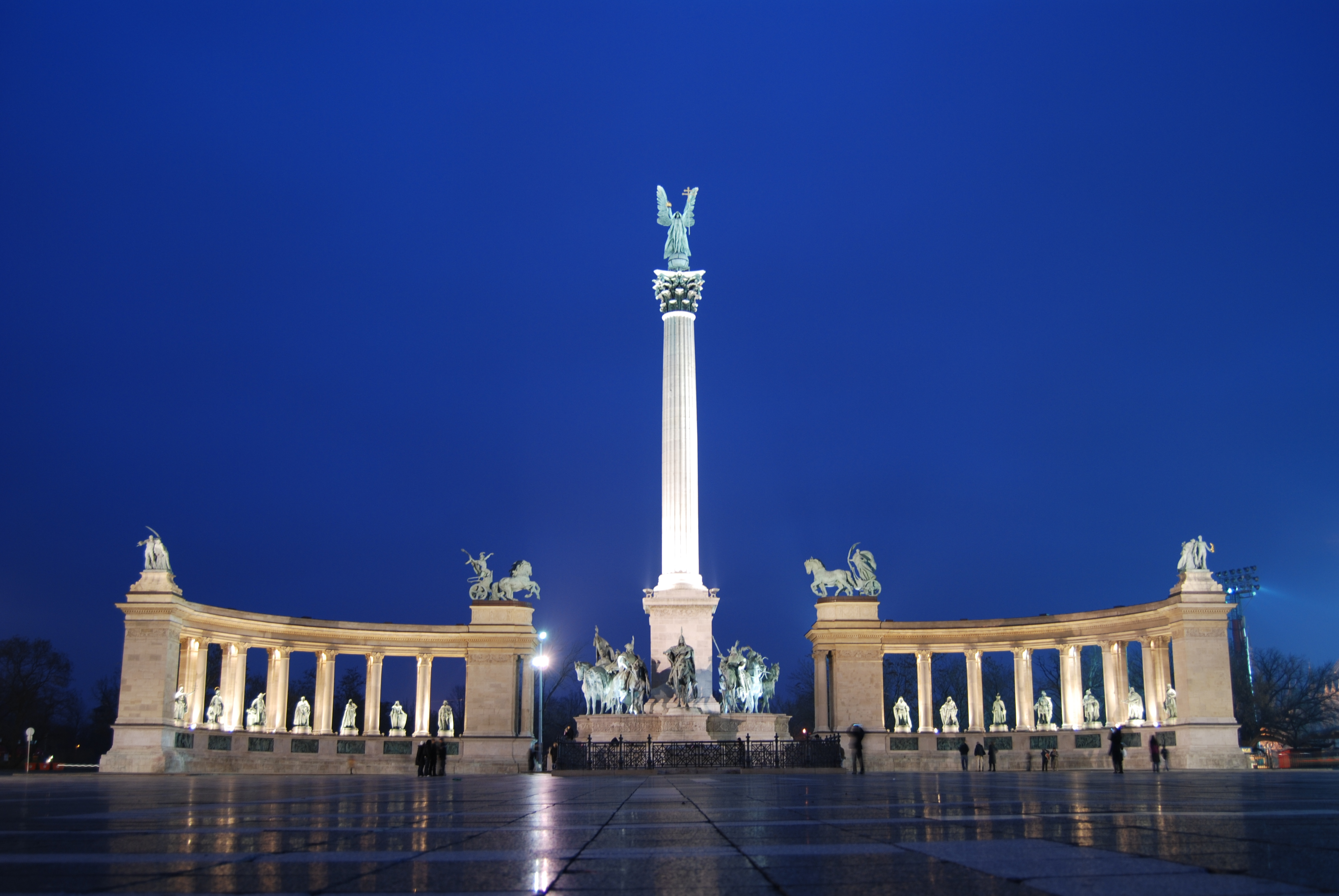
A Praça dos Heróis à noite

Está rodeada por dois importantes edifícios, o Museu de Belas Artes de Budapeste à esquerda e o Palácio da Arte (ou Museu de exposições artísticas) à direita. Do outro lado fica a avenida Andrássy, com dois edifícios orientados para a praça, um residencial e o outro a embaixada da Sérvia (antiga embaixada da Jugoslávia, onde Imre Nagy se refugiou em 1956).
No centro da praça ergue-se o Memorial do Milénio (também chamado Monumento do Milénio ou Monumento Milenário), conjunto de especial relevância em Budapeste, com estátuas dos líderes das sete tribos magiares que fundaram a Hungria no século IX e outras personalidades da história húngara. A construção do memorial teve início quando se celebraram os mil anos do país (em 1896) e só terminou em 1929, quando a praça ficou com o seu nome presente.
Em 16 de junho de 1989 uma multidão de 250 000 pessoas juntou-se na praça para celebrar o histórico enterro de Imre Nagy, executado em junho de 1958.
É servida pelo metropolitano de Budapeste.

## Personagens históricos húngaros na praça
Na fileira de colunas esquerda (da esquerda para a direita): Santo Estêvão I da Hungria, São Ladislau I da Hungria, Colomano da Hungria, André II da Hungria, Carlos I da Hungria e Luís I da Hungria (o Grande).
Na fileira de colunas direita (da esquerda para a direita): João Corvino, Matias Corvino, Estêvão Bocskai, Gabriel Bethlen, Imre Thököly, Francisco Rákóczi II e Lajos Kossuth.
Na coluna central: Arcanjo Gabriel (no cimo do pilar). À volta estão os sete chefes tribais húngaros: Árpád, Előd, Tas, Huba, Töhötöm, Kond e Ond.